# Bang!
『Bang!』（バン）は、BLANKEY JET CITYの2作目のスタジオ・アルバム。1992年1月22日に東芝EMIから発売された。

## 概要
本作より、東芝EMI時代のスタジオ盤のプロデュースは土屋昌巳が手がけている。エンジニアはマイケル・ツィマリングが担当し、全曲アナログ録音された。オリコンチャート週間7位。
照井は「今まで作ったアルバムの中で、このアルバムは特別に好き」と1996年に語っている。
一部の曲におけるギターパートの作成と演奏は、土屋昌巳によって行われたとの説があったが、『ギターマガジン』2013年2月号に掲載された浅井のインタビューにて、浅井本人が全て作成し演奏したと説明された。なお、同インタビューにてマスタリング作業が行われていないことも明かされた。
2013年3月27日に『SINGLES』のリリースを記念して、ユニバーサルミュージックからSHM-CDで限定発売された。
2024年9月25日にユニバーサルミュージックからアナログ盤として発売された。

## 収録曲
| 全作詞・作曲: 浅井健一（#3,#5, 作曲: 照井利幸）。 |                                                |                                     |                                     |      |
| #                                                 | タイトル                                       | 作詞                                | 作曲・編曲                          | 時間 |
| 1.                                                | 「RAIN DOG」                                   | 浅井健一 （#3,#5, 作曲: 照井利幸 ） | 浅井健一 （#3,#5, 作曲: 照井利幸 ） | 3:59 |
| 2.                                                | 「冬のセーター」                               | 浅井健一 （#3,#5, 作曲: 照井利幸 ） | 浅井健一 （#3,#5, 作曲: 照井利幸 ） | 4:50 |
| 3.                                                | 「SOON CRAZY」                                 | 浅井健一 （#3,#5, 作曲: 照井利幸 ） | 浅井健一 （#3,#5, 作曲: 照井利幸 ） | 4:27 |
| 4.                                                | 「ヘッドライトのわくのとれかたがいかしてる車」 | 浅井健一 （#3,#5, 作曲: 照井利幸 ） | 浅井健一 （#3,#5, 作曲: 照井利幸 ） | 5:58 |
| 5.                                                | 「絶望という名の地下鉄」                       | 浅井健一 （#3,#5, 作曲: 照井利幸 ） | 浅井健一 （#3,#5, 作曲: 照井利幸 ） | 6:29 |
| 6.                                                | 「とけちまいたいのさ」                         | 浅井健一 （#3,#5, 作曲: 照井利幸 ） | 浅井健一 （#3,#5, 作曲: 照井利幸 ） | 5:14 |
| 7.                                                | 「★★★★★★★」                                    | 浅井健一 （#3,#5, 作曲: 照井利幸 ） | 浅井健一 （#3,#5, 作曲: 照井利幸 ） | 3:36 |
| 8.                                                | 「クリスマスと黒いブーツ」                     | 浅井健一 （#3,#5, 作曲: 照井利幸 ） | 浅井健一 （#3,#5, 作曲: 照井利幸 ） | 4:25 |
| 9.                                                | 「BANG!」                                      | 浅井健一 （#3,#5, 作曲: 照井利幸 ） | 浅井健一 （#3,#5, 作曲: 照井利幸 ） | 3:17 |
| 10.                                               | 「ディズニーランドへ」                         | 浅井健一 （#3,#5, 作曲: 照井利幸 ） | 浅井健一 （#3,#5, 作曲: 照井利幸 ） | 5:33 |
| 11.                                               | 「2人の旅」                                    | 浅井健一 （#3,#5, 作曲: 照井利幸 ） | 浅井健一 （#3,#5, 作曲: 照井利幸 ） | 6:55 |
| 12.                                               | 「小麦色の斜面」                               | 浅井健一 （#3,#5, 作曲: 照井利幸 ） | 浅井健一 （#3,#5, 作曲: 照井利幸 ） | 4:55 |
| 合計時間:                                         | 合計時間:                                      | 59:38                               |                                     |      |

### 楽曲解説
1. RAIN DOG
インディーズ時代[いつ?]のデモ版では「今にも吹き飛ばされそうな風の中を」から始まる歌詞が先頭にあった。
後のベスト・アルバム『THE SIX』『Blankey Jet City 1991-1995』にも収録された。
2. 冬のセーター
3枚目のシングル「冬のセーター」の表題曲。
東芝EMIとの契約前後に制作された曲であり、最初期のタイトルは「グランド・マザー」。[要出典]
テレビ朝日系の音楽番組『ミュージックステーション』の1992年2月21放送分に出演し、この曲を披露した[7]。
後のベスト・アルバム『THE SIX』『Blankey Jet City 1991-1995』にも収録された。
3. SOON CRAZY
4. ヘッドライトのわくのとれかたがいかしてる車
後のベスト・アルバム『THE SIX』にも収録された。
5. 絶望という名の地下鉄
この曲のタイトルはテネシー・ウィリアムスの戯曲『A STREETCAR NAMED DESIRE【欲望という名の電車】』 をもじったもの。[要出典]
後のベスト・アルバム『国境線上の蟻』にも収録された。
6. とけちまいたいのさ
7. ★★★★★★★
元のタイトルは、「人殺しの気持ち」。[要出典]JASRACへの楽曲登録では、読みは「クロイ　ホシ」、副題として「人殺しの気持」「黒い星」「＊セブンスターズ」「*SEVEN STARS」が登録されている。
歌詞にも「★★★やるのさ」という部分があり、浅井は「殺してやるのさ」と歌っている。
8. クリスマスと黒いブーツ
3枚目のシングル「冬のセーター」のカップリング曲。
後のベスト・アルバム『国境線上の蟻』『Blankey Jet City 1991-1995』にも収録された。
2024年12月7日に豊田利晃が監督を務めたミュージックビデオがYouTubeで公開された[8]。
9. BANG!
後のベスト・アルバム『国境線上の蟻』にも収録された。
10. ディズニーランドへ
この曲の登場人物である「友達」は実在し、浅井の友人である。[要出典]
本当にノイローゼになり病院に通っていた。[要出典]
後のベスト・アルバム『THE SIX』『Blankey Jet City 1991-1995』にも収録された。
11. 2人の旅
浅井が22歳の時に名古屋にて作曲。[要出典]
12. 小麦色の斜面
照井がベースラインをつけるのに苦労したが、土屋昌巳から「ローリング・ストーンズの『悪魔を憐れむ歌』のように弾いてはどうか」とアドバイスを受け、収録されたベースラインが完成した。[要出典]歌詞の「目を潰すだけさ」は土屋のアイディアだが、浅井はあまり気に入っていない。[要出典]